# Côte atlantique française

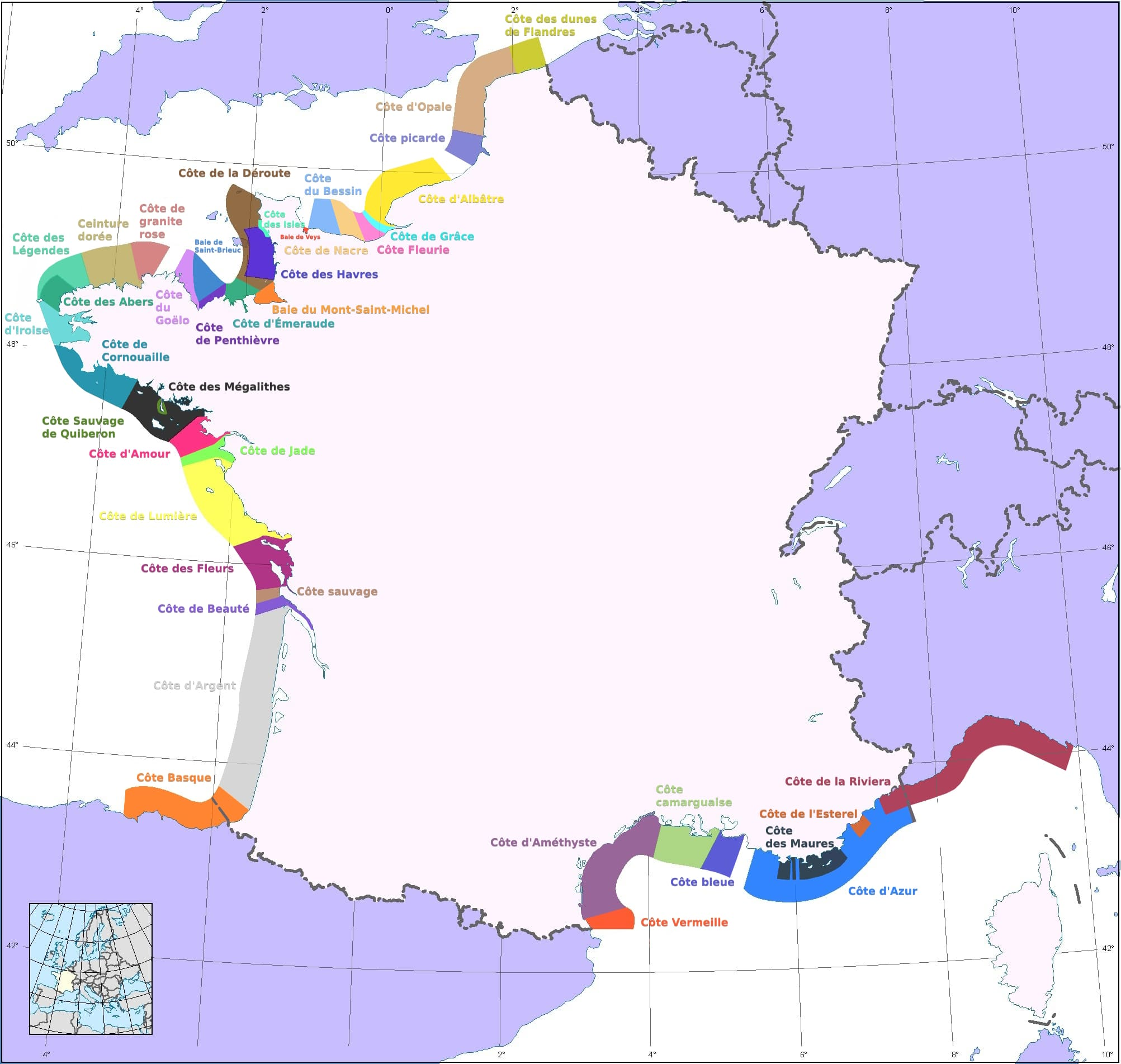
Carte des côtes en France métropolitaine. La façade atlantique va de la côte d'Iroise à la côte basque.

La côte atlantique française, ou façade atlantique, est bordée en France métropolitaine par la mer d'Iroise, la baie d'Audierne, puis le golfe de Gascogne et s'étend du Conquet jusqu'à Hendaye. Elle est constituée de communes des départements du Finistère, du Morbihan, de la Loire-Atlantique, de la Vendée, de la Charente-Maritime, de la Gironde, des Landes, et des Pyrénées-Atlantiques faisant partie des régions respectives de Bretagne, Pays de la Loire et Nouvelle-Aquitaine.
Pour la France d'outre-mer, l'océan Atlantique borde l'ensemble des territoires français du continent américain : Saint-Pierre-et-Miquelon, Saint-Martin, Saint-Barthélémy, Guadeloupe, Martinique et Guyane.

## Une tradition maritime
Traditionnellement ces régions sont liées à la pêche et au commerce maritime avec notamment les ports de Brest, de Douarnenez, du Guilvinec, de Loctudy, de Concarneau, de Lorient, de La Turballe, de Nantes et Saint-Nazaire, des Sables-d'Olonne, de La Rochelle, de La Cotinière (île d'Oléron), de Royan, de Bordeaux et de Saint-Jean-de-Luz.
Des marins natifs de ces régions sont allés pêcher la morue au XIXe siècle aux abords de Terre-Neuve et certains se sont installés là-bas, à Saint-Pierre-et-Miquelon ou en Acadie.
La côte atlantique française se divise traditionnellement en plusieurs parties régionales appelées du nord au sud, notamment : côte des dunes de Flandres, côte d'Opale, côte picarde, côte de Grâce, côte Fleurie, côte de Nacre, côte de la déroute, côte des Isles, côte des Havres, baie du Mont-Saint-Michel, côte d'Émeraude, côte de Penthièvre, côte de Goëlo, côte de granit rose, ceinture dorée, Les Abers[réf. nécessaire], côte d'Iroise, côte de Cornouailles, côte des Mégalithes, côte d'Amour, côte de Jade, littoral du Marais Breton et Île de Noirmoutier, côte de Lumière, côte de Fleurs, rade des Basques, côte Sauvage, côte de Beauté, côte d'Argent, côte basque.

## Une vocation touristique
De magnifiques paysages bordant l'Océan, des cultures typiques (bretons, vendéens, basques…) et surtout de superbes plages bordées de dunes parfois exceptionnelles (Dune du Pilat) et offrant une bonne qualité de baignade en font une destination privilégiée des Français mais aussi d'une multitude d'étrangers (Allemands, Hollandais, Anglais, Américains, Belges…) qui apporte une importante concurrence aux côtes méditerranéennes qu'elles soient françaises, espagnoles, italiennes, tunisiennes, grecques ou croates.
L'été, de nombreuses stations balnéaires comme La Baule, Arcachon ou Royan voient multiplier considérablement leur population et augmentent ainsi le travail des barmans, restaurateurs, plagistes, gérants d'hôtels ou de camping. Le soir, les vacanciers se promènent sur les corniches ou se rendent dans les boîtes de nuit, dynamisant ainsi de façon très importante la région.

## Climat
Le long de la façade Atlantique, du nord au sud, règne le climat océanique. Les régions bordant l'Atlantique se caractérise par des hivers doux et humides, avec une température comprise entre 1 °C au plus froid et 12 °C au plus doux. Les gelées et la neige y sont très rares. Les étés sont modérés avec une température comprise entre 16 °C au plus frais et 22 à 26 °C au plus chaud. Les vents dominants sont ceux de l'Ouest provenant de l'océan.

## Une population importante
La proximité de l'Océan permettant de nombreux échanges commerciaux ont ainsi permis à de nombreuses villes de se développer et de s'agrandir; citons par exemple Brest, Concarneau, Lorient, Vannes, Saint-Nazaire, Nantes, Les Sables-d'Olonne, La Rochelle, Bordeaux ou Bayonne.
La ville de Penmarc'h dans le Finistère aurait dû aussi devenir une ville marchande importante mais la mise à sac de la cité à la fin du Moyen Âge l'a considérablement affaiblie.

## Galerie d'images du littoral atlantique français

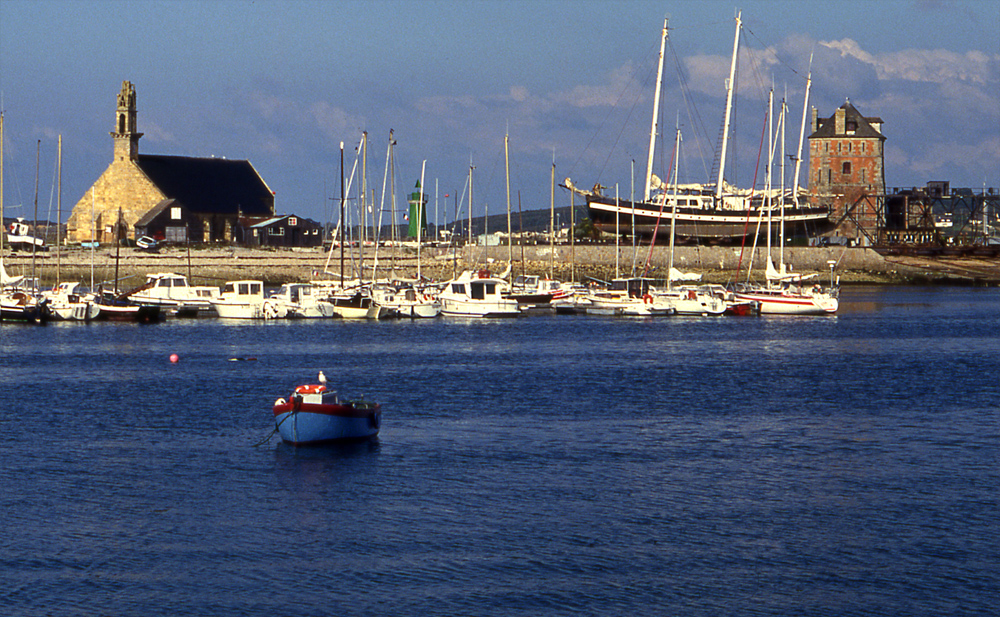
Port de Camaret-sur-Mer (Finistère)
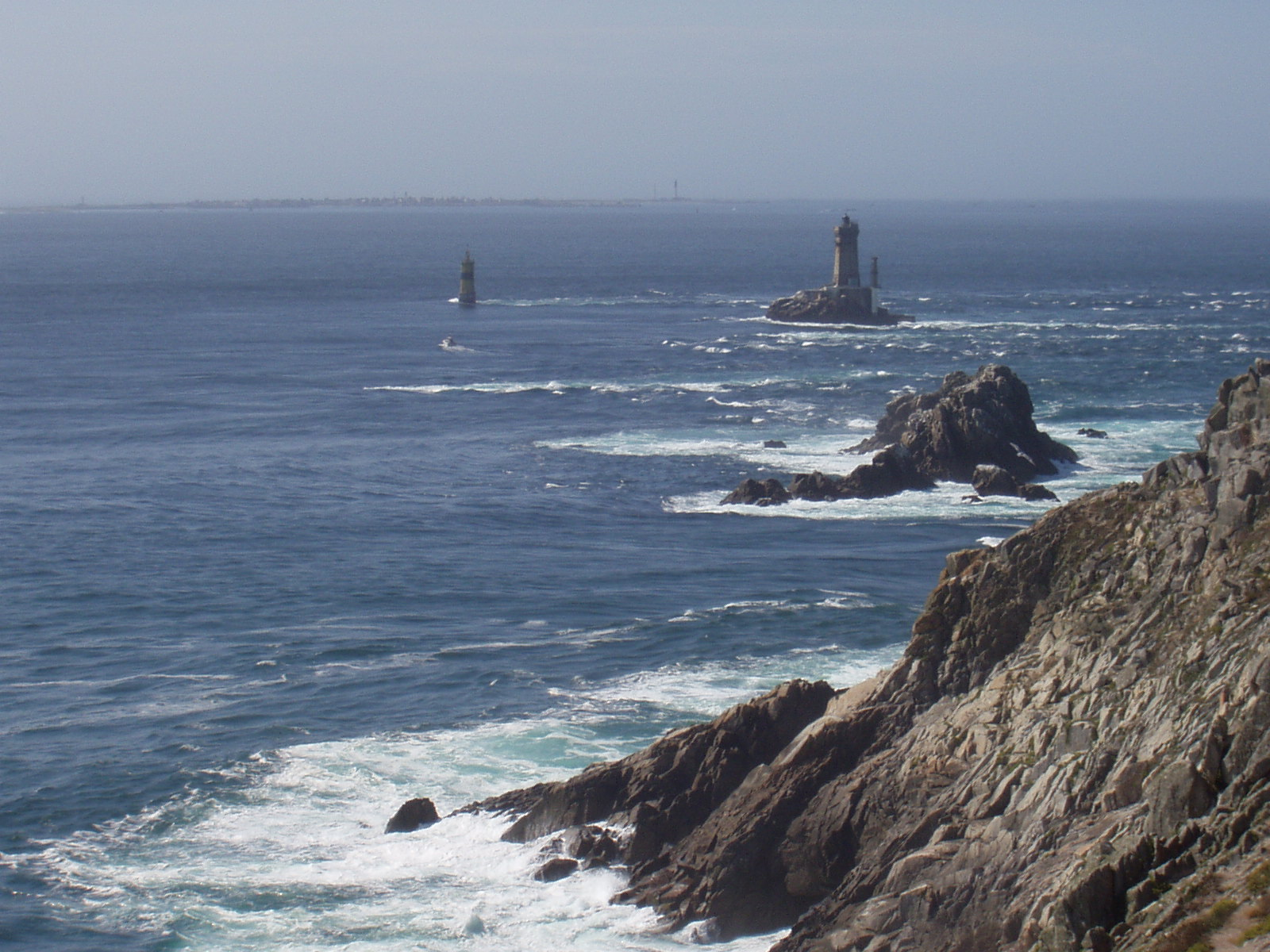
La Pointe du Raz avec le phare de la Vieille et l'Île de Sein au large (Finistère)
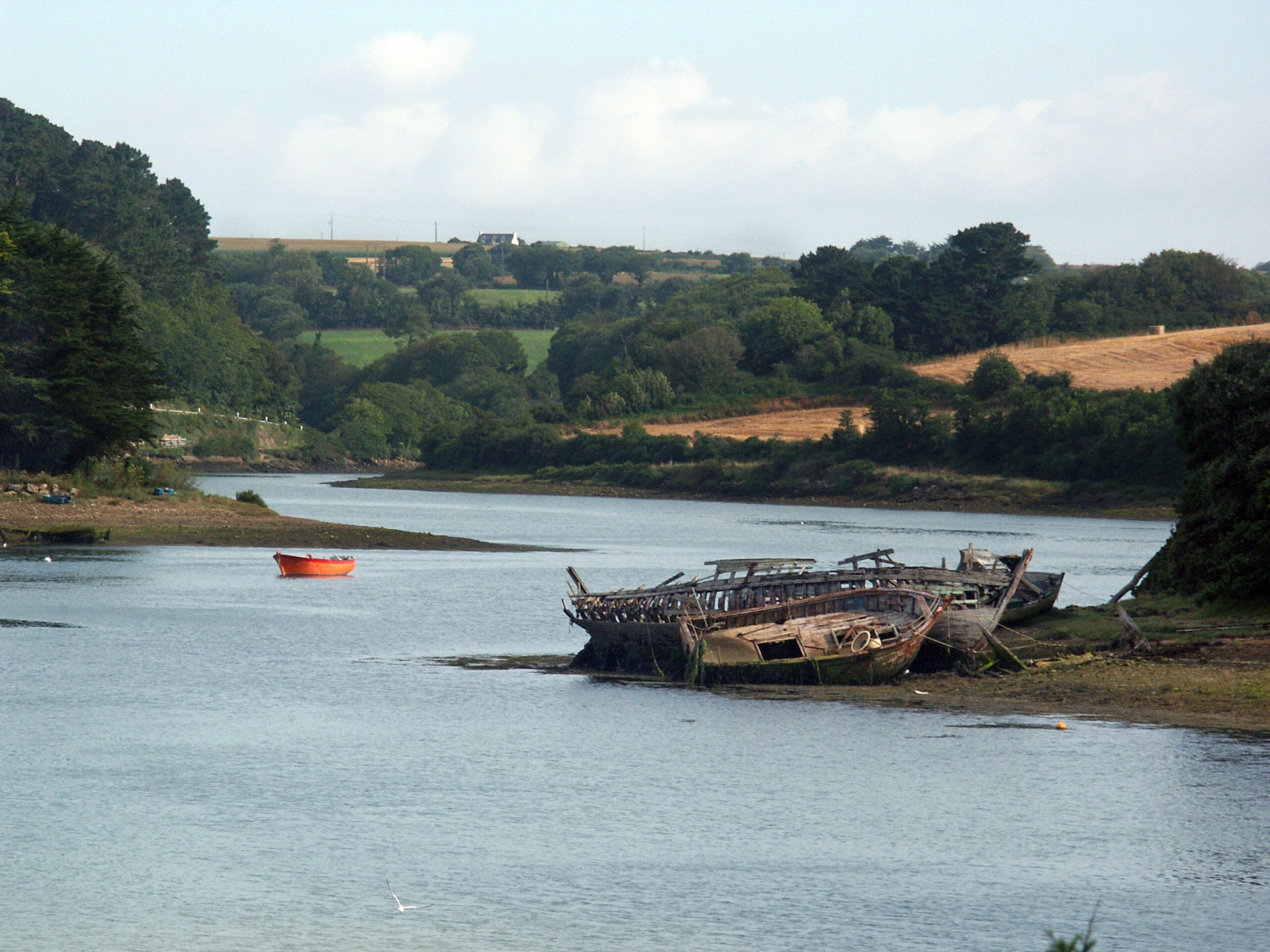
Cimetière de bateaux à Audierne (Finistère)
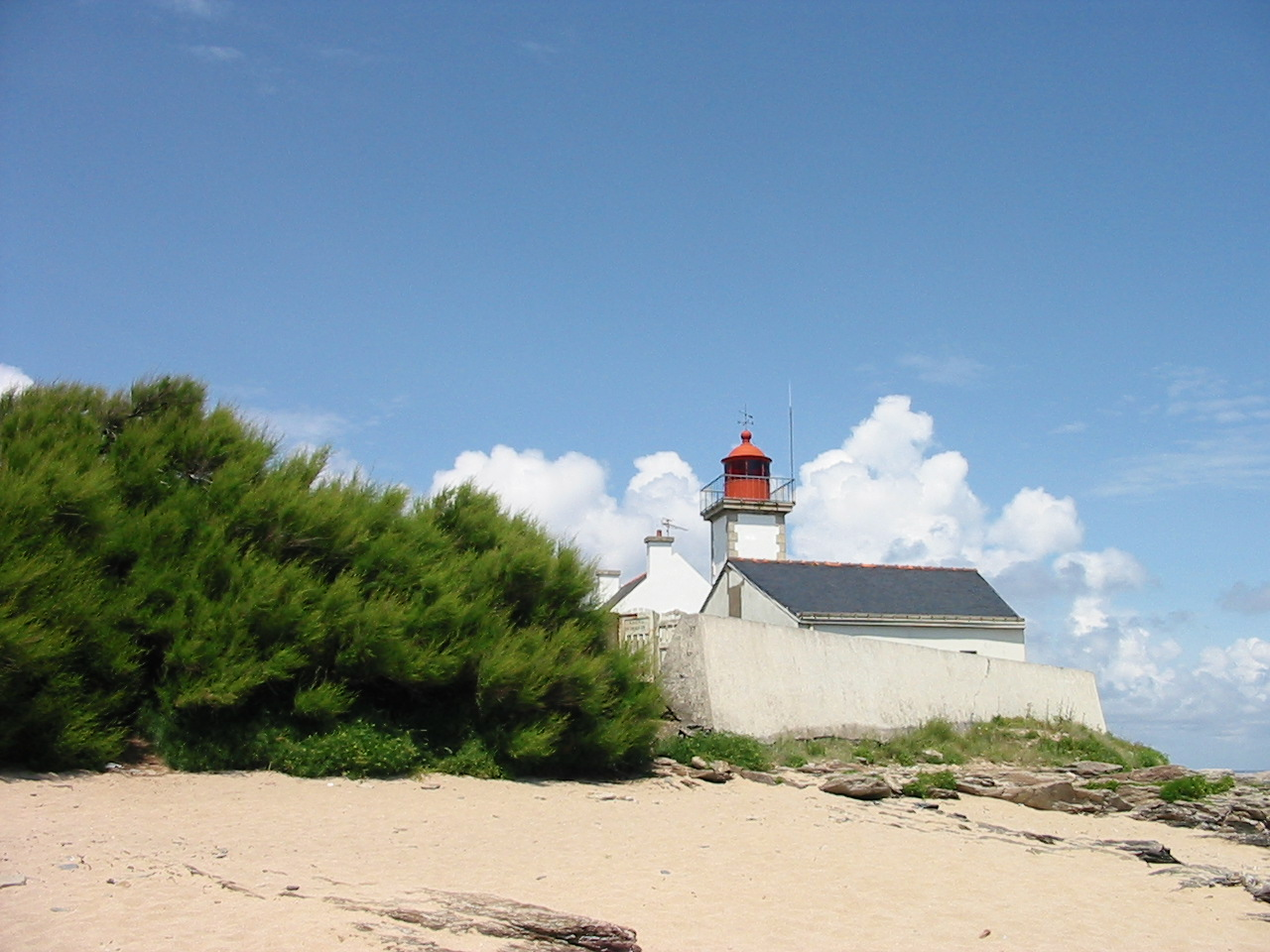
Le phare de la pointe des chats sur l'île de Groix (Morbihan)
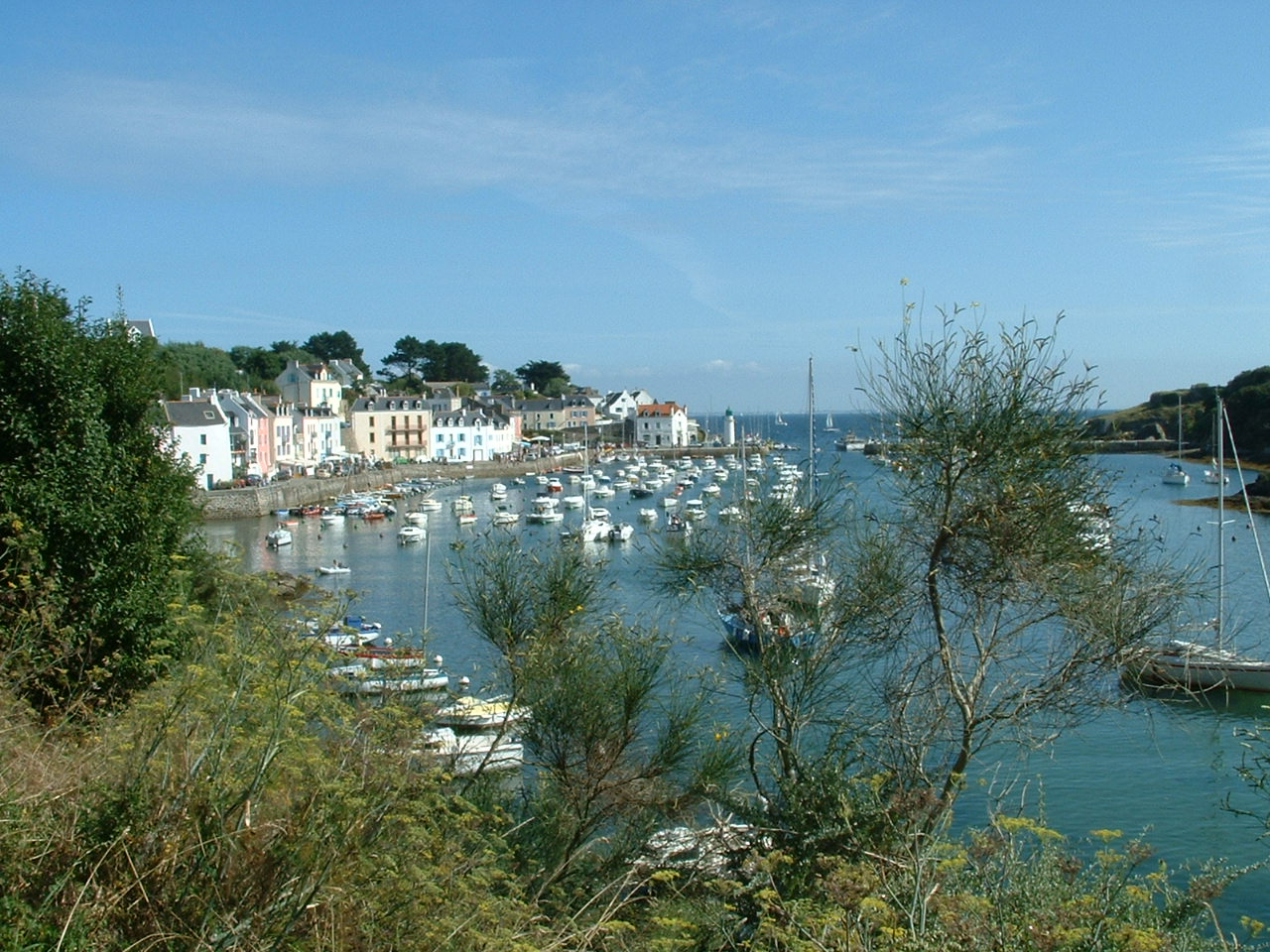
Le port de Sauzon à Belle-île (Morbihan)
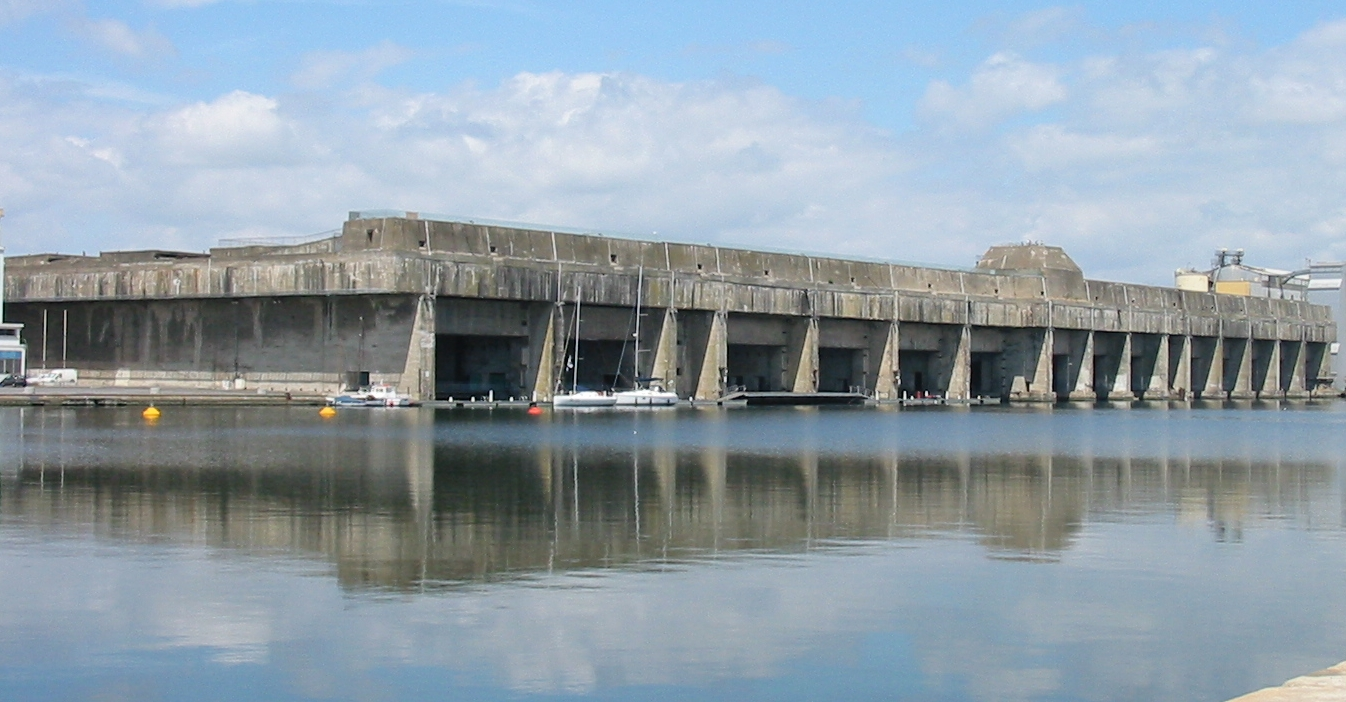
La base de sous-marins de Saint-Nazaire (Loire-Atlantique)
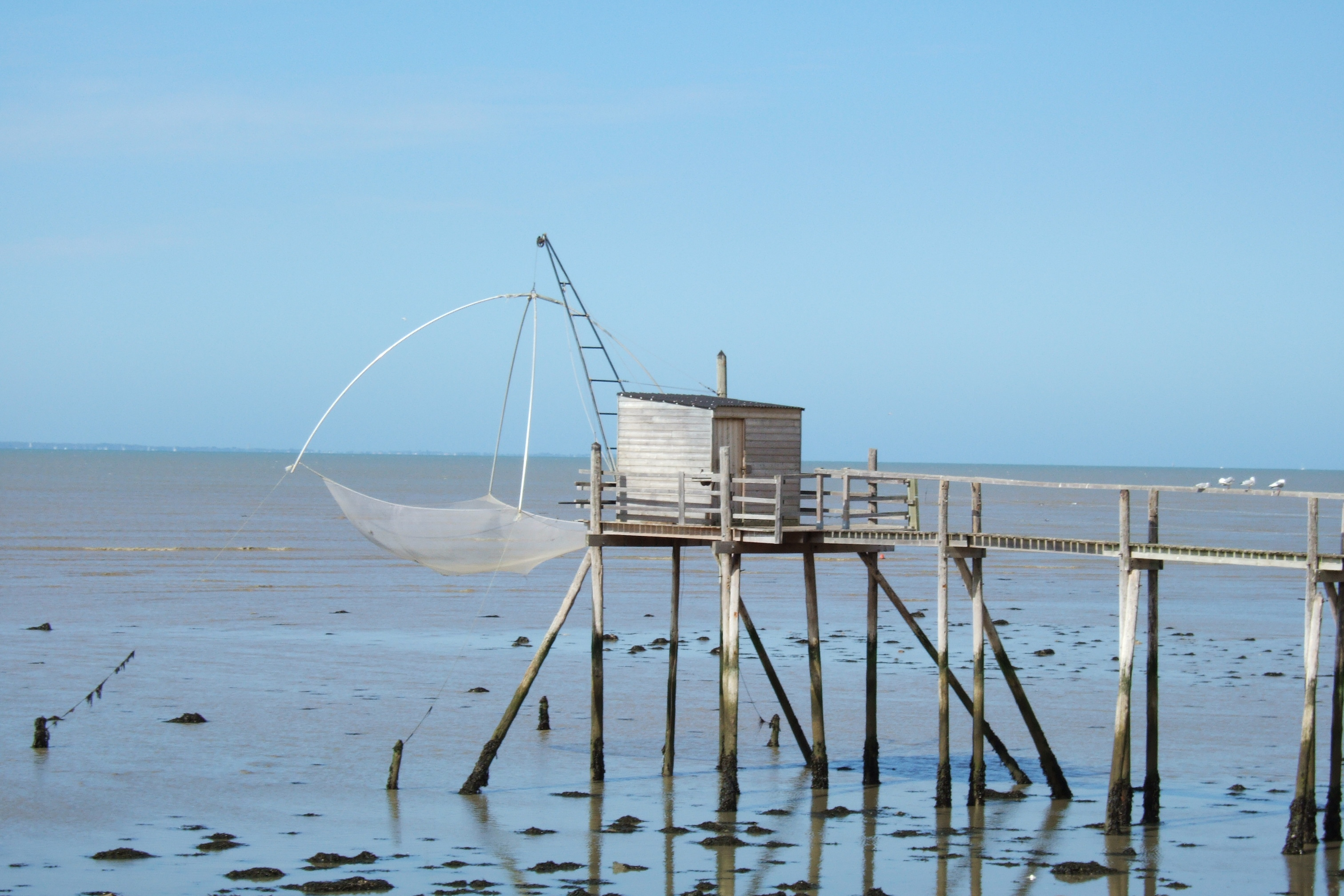
Une pêcherie avec son carrelet, à Les Moutiers-en-Retz (Loire-Atlantique)
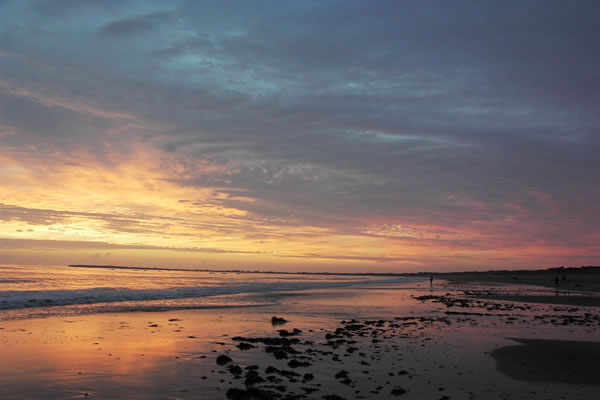
Coucher de soleil sur la plage près de Barbâtre, sur l'île de Noirmoutier (Vendée)
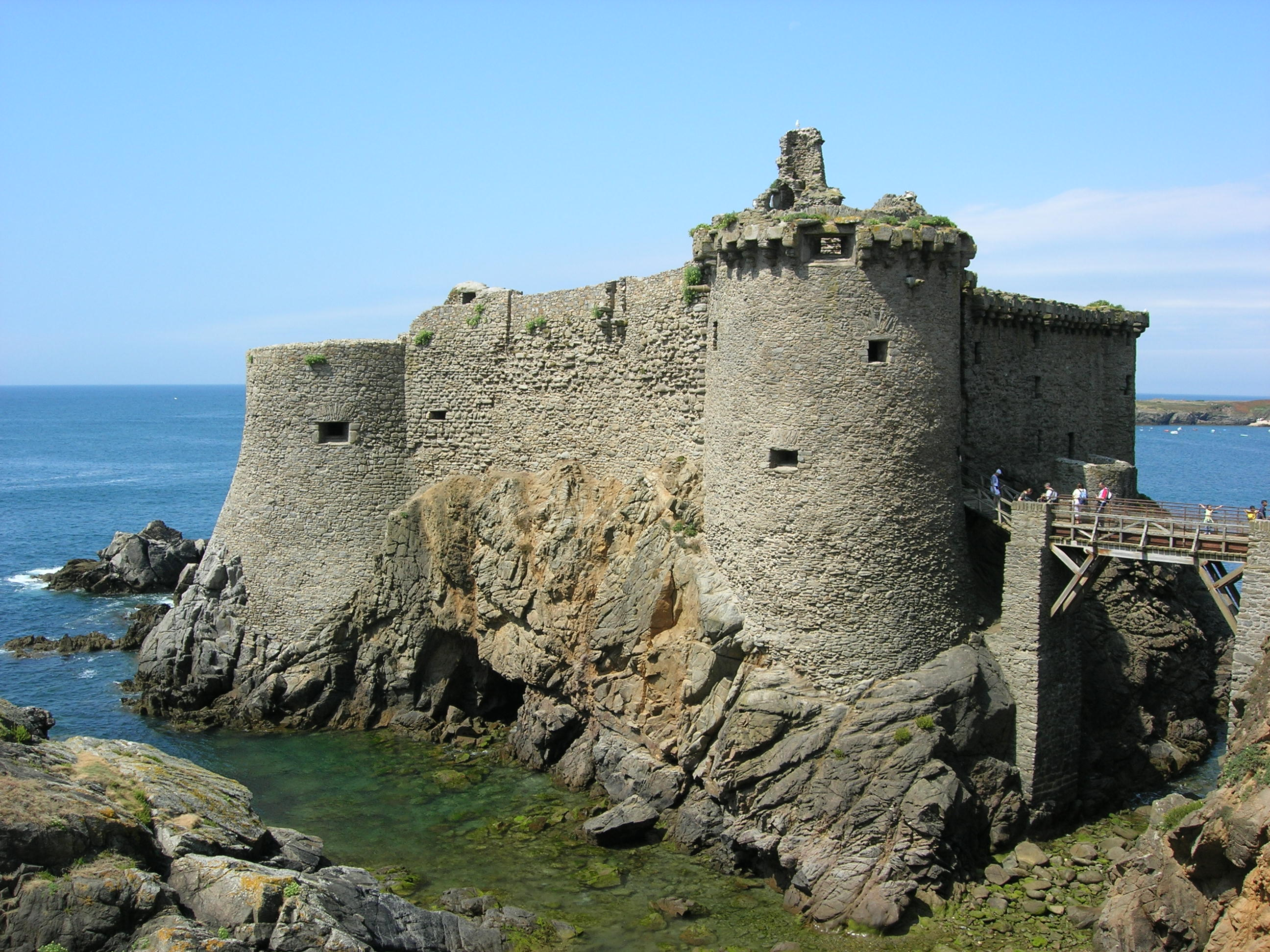
Le château de l'île d'Yeu (Vendée)
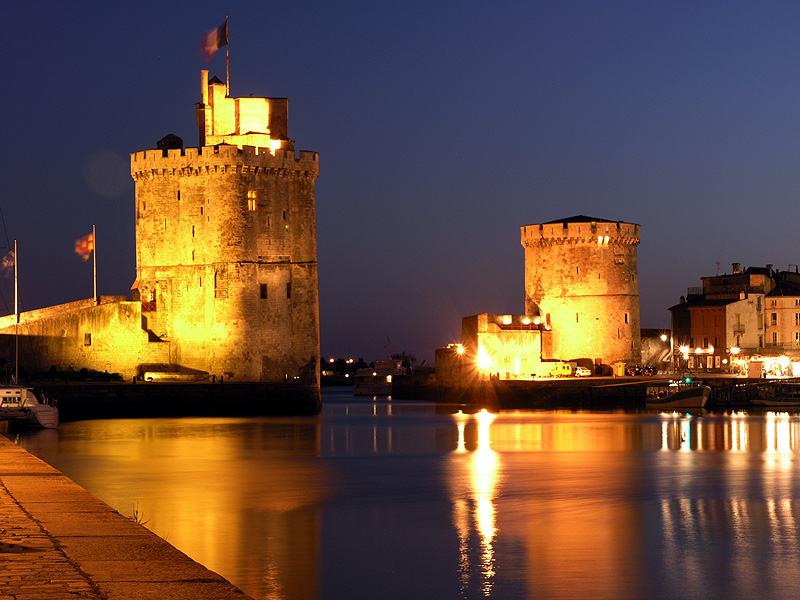
Le Vieux Port de La Rochelle (Charente-Maritime)
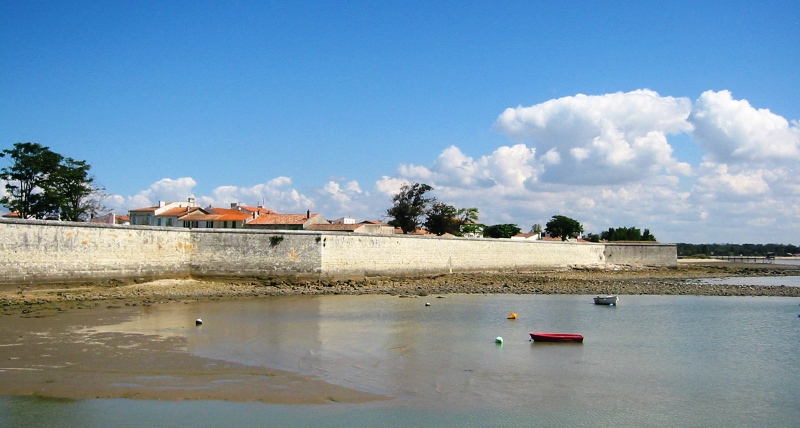
Les remparts de l'île d'Aix (Charente-Maritime)
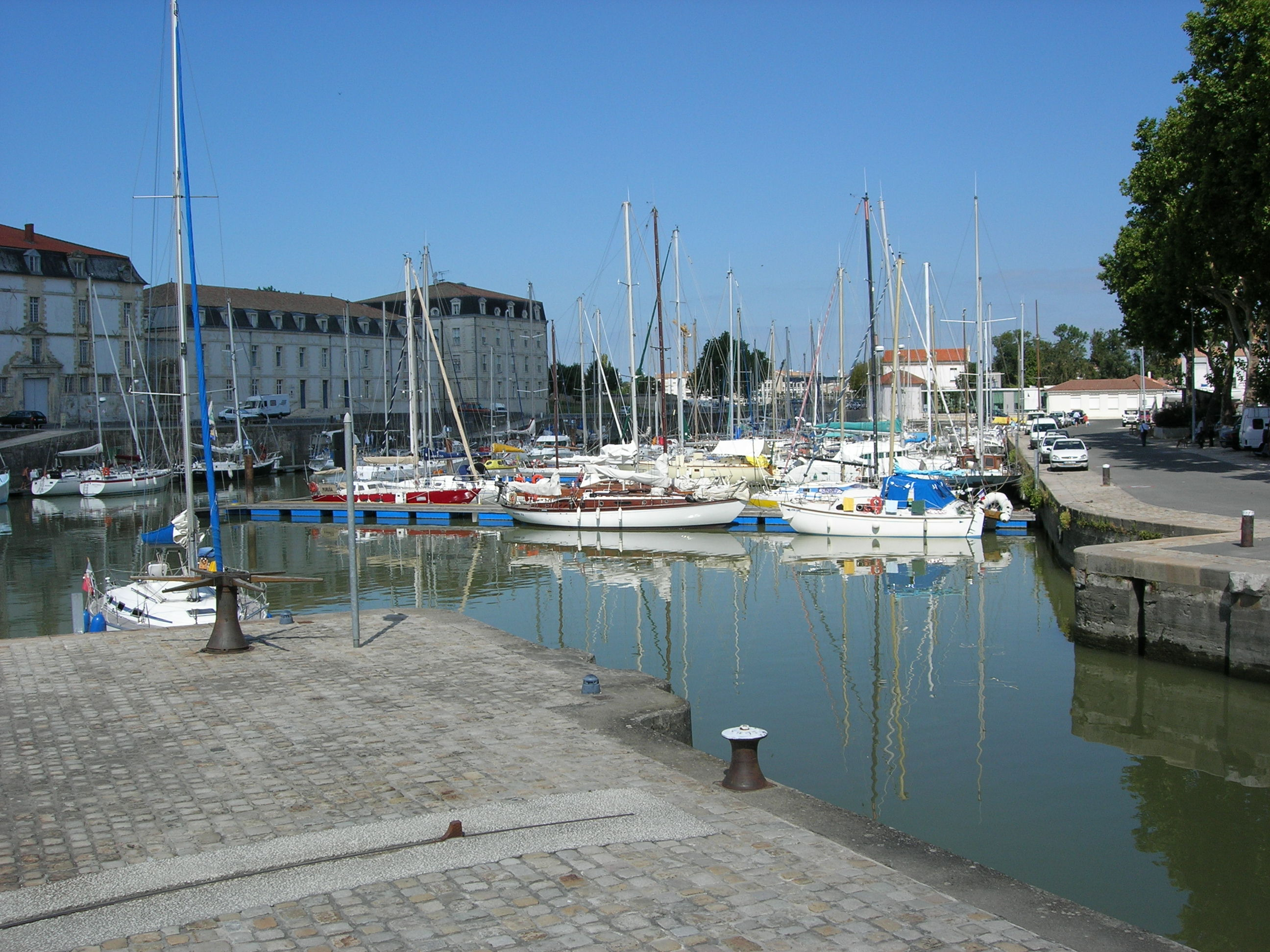
Le port de Rochefort (Charente-Maritime)
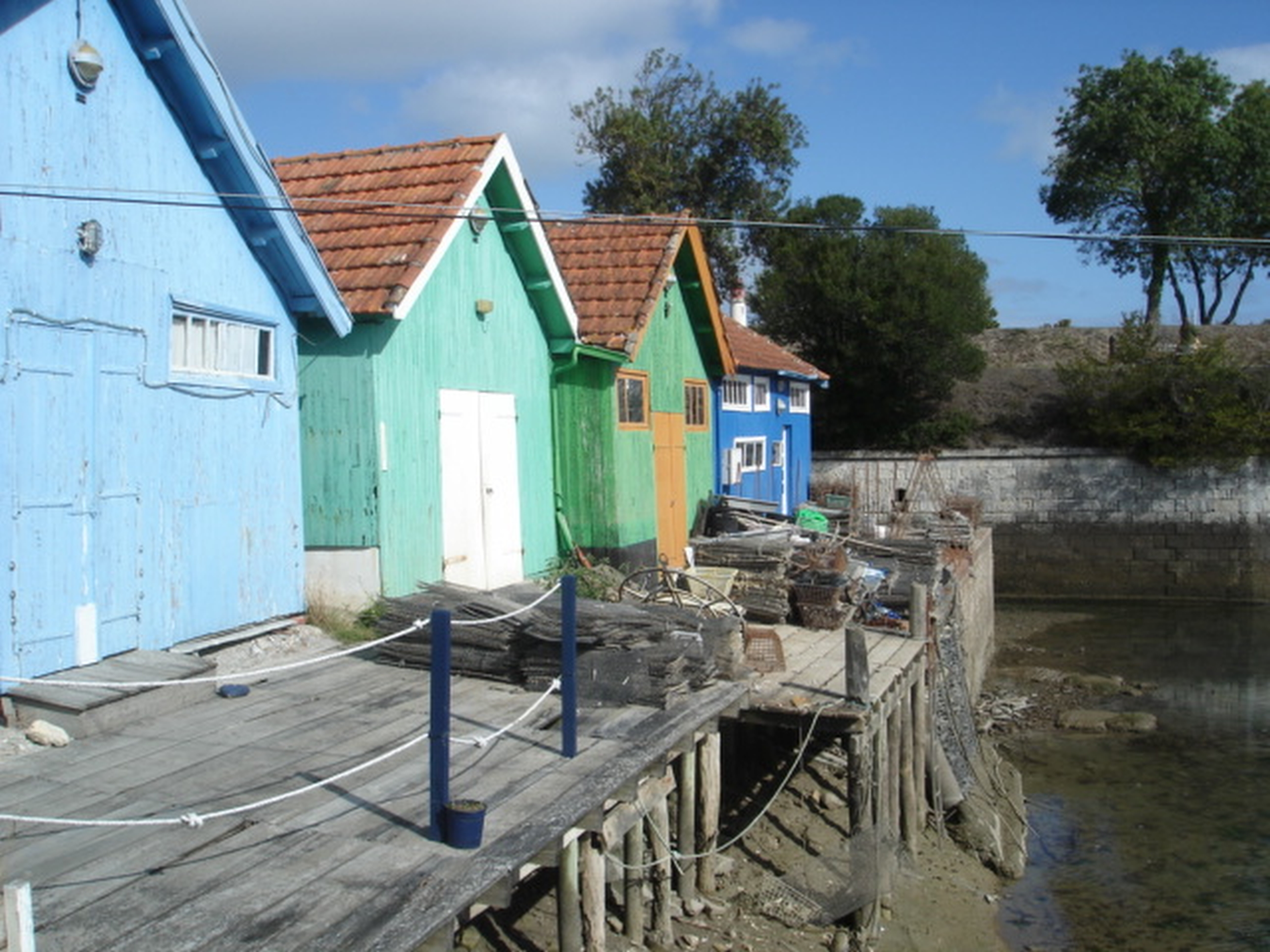
Cabanes multicolores d'ostréiculteurs sur l'île d'Oléron (Charente-Maritime)
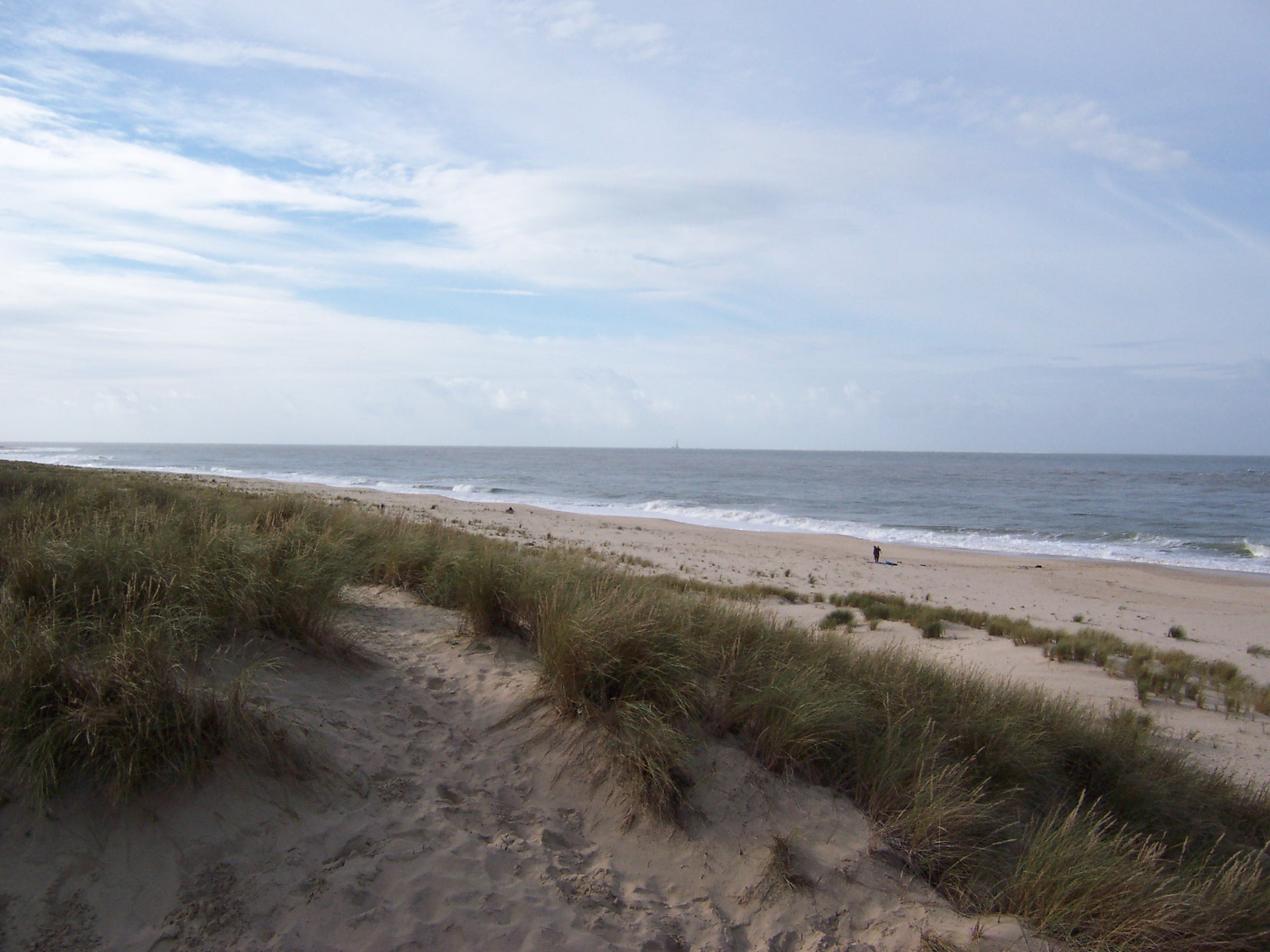
Dunes à la Pointe de Grave, au Verdon-sur-Mer (Gironde)
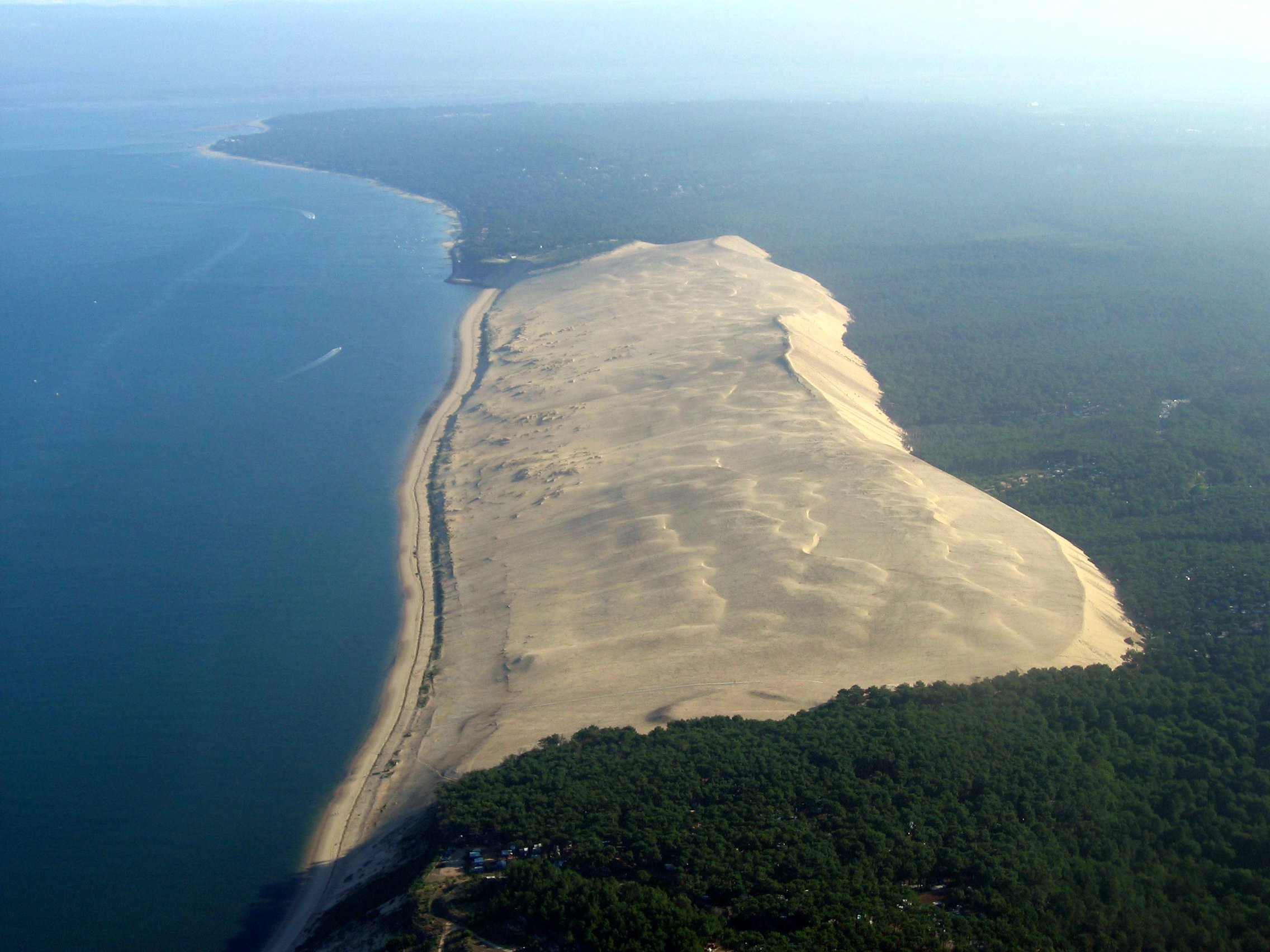
La dune du Pilat, la plus haute d'Europe, à La Teste-de-Buch proche d'Arcachon en Gironde.
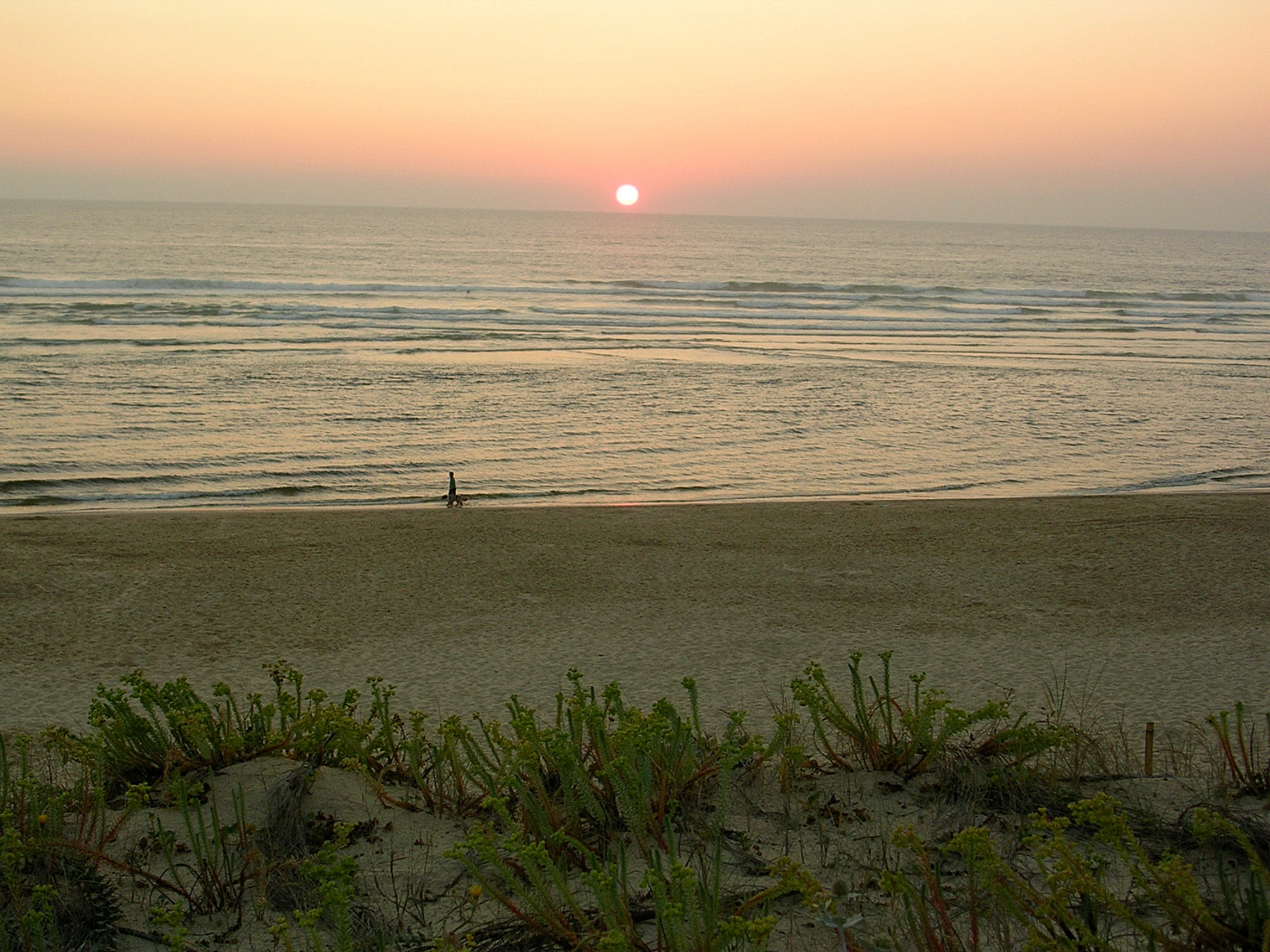
Coucher de soleil sur la plage à Mimizan (Landes)
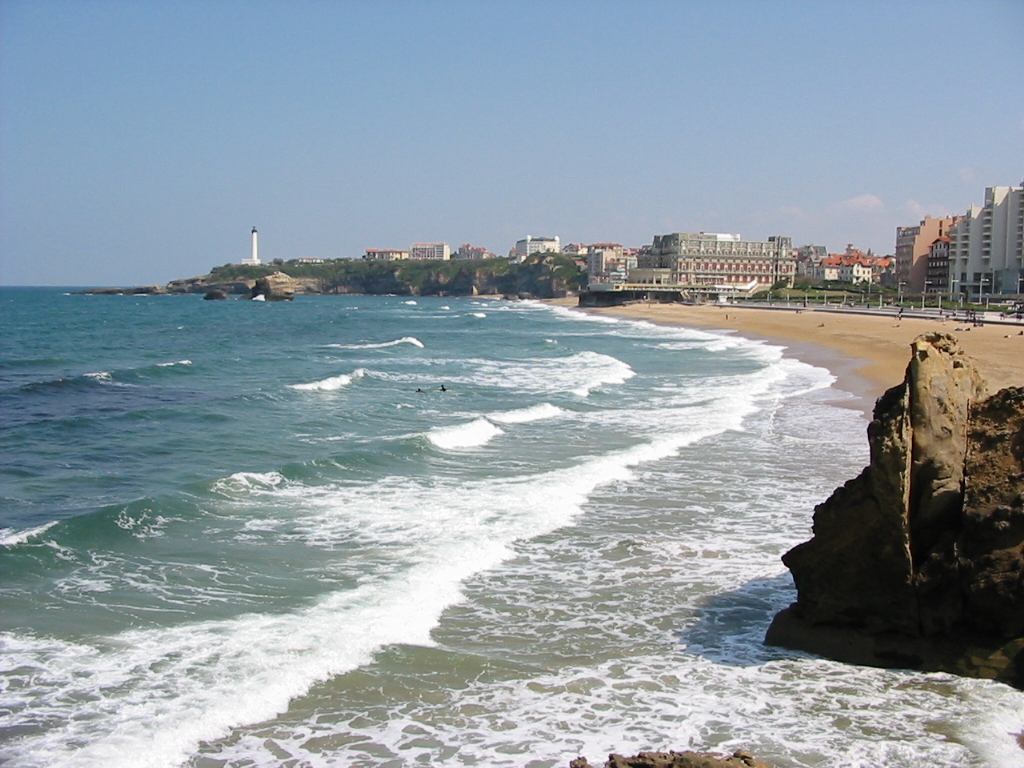
Le phare et la grande plage de Biarritz (Pyrénées-Atlantiques)
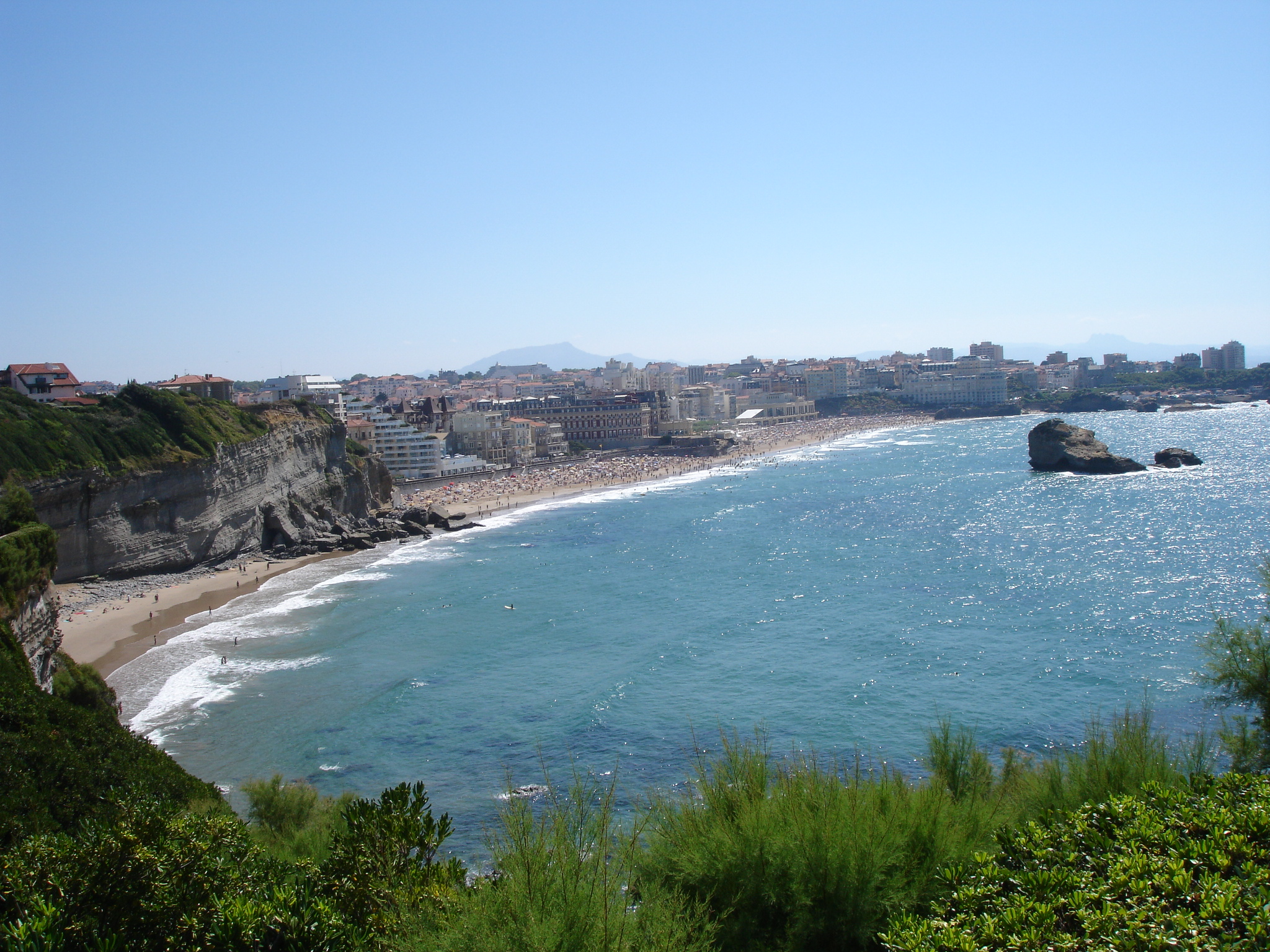
La baie de Biarritz (Pyrénées-Atlantiques)
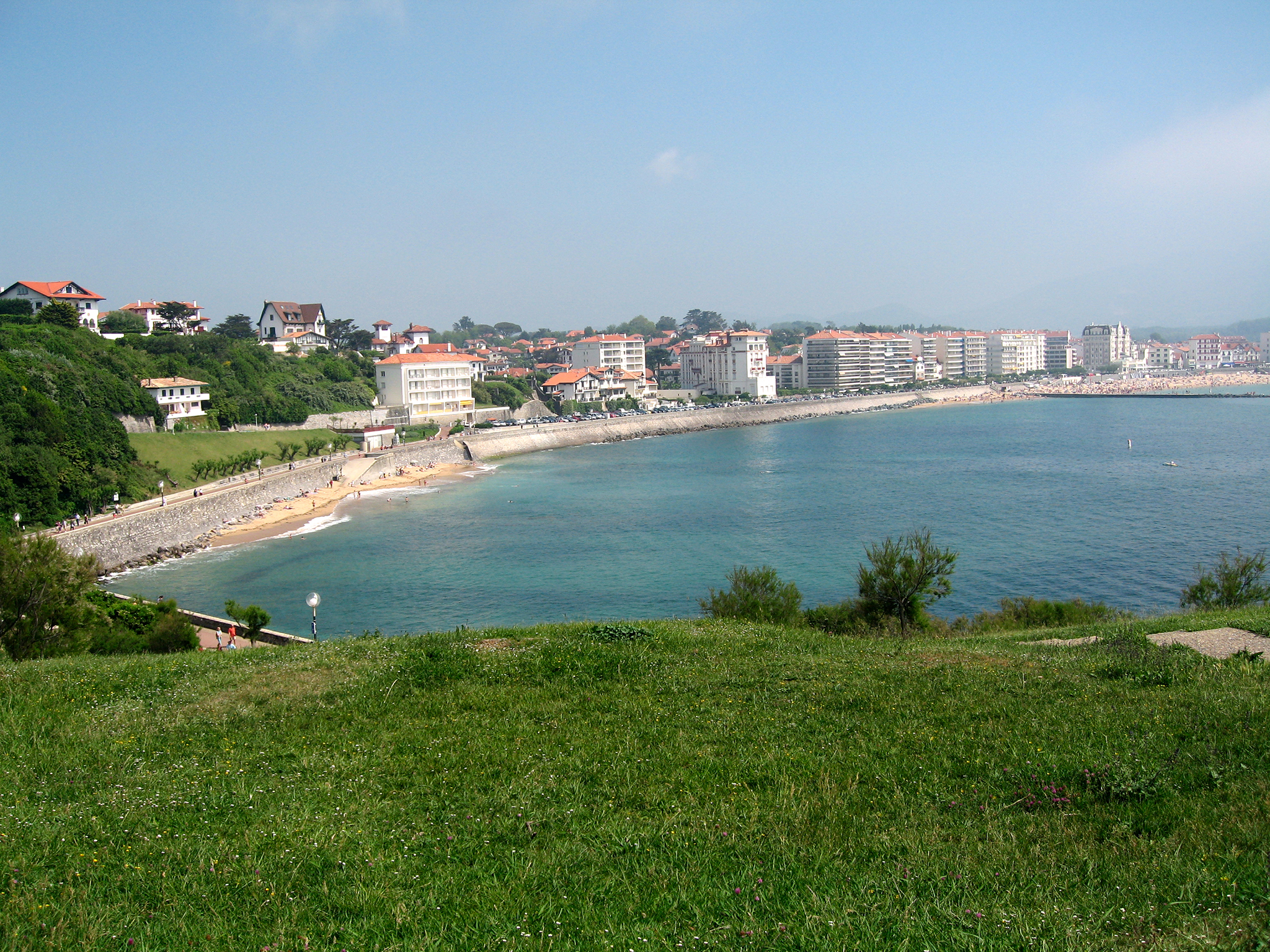
Littoral de Saint-Jean-de-Luz (Pyrénées-Atlantiques)
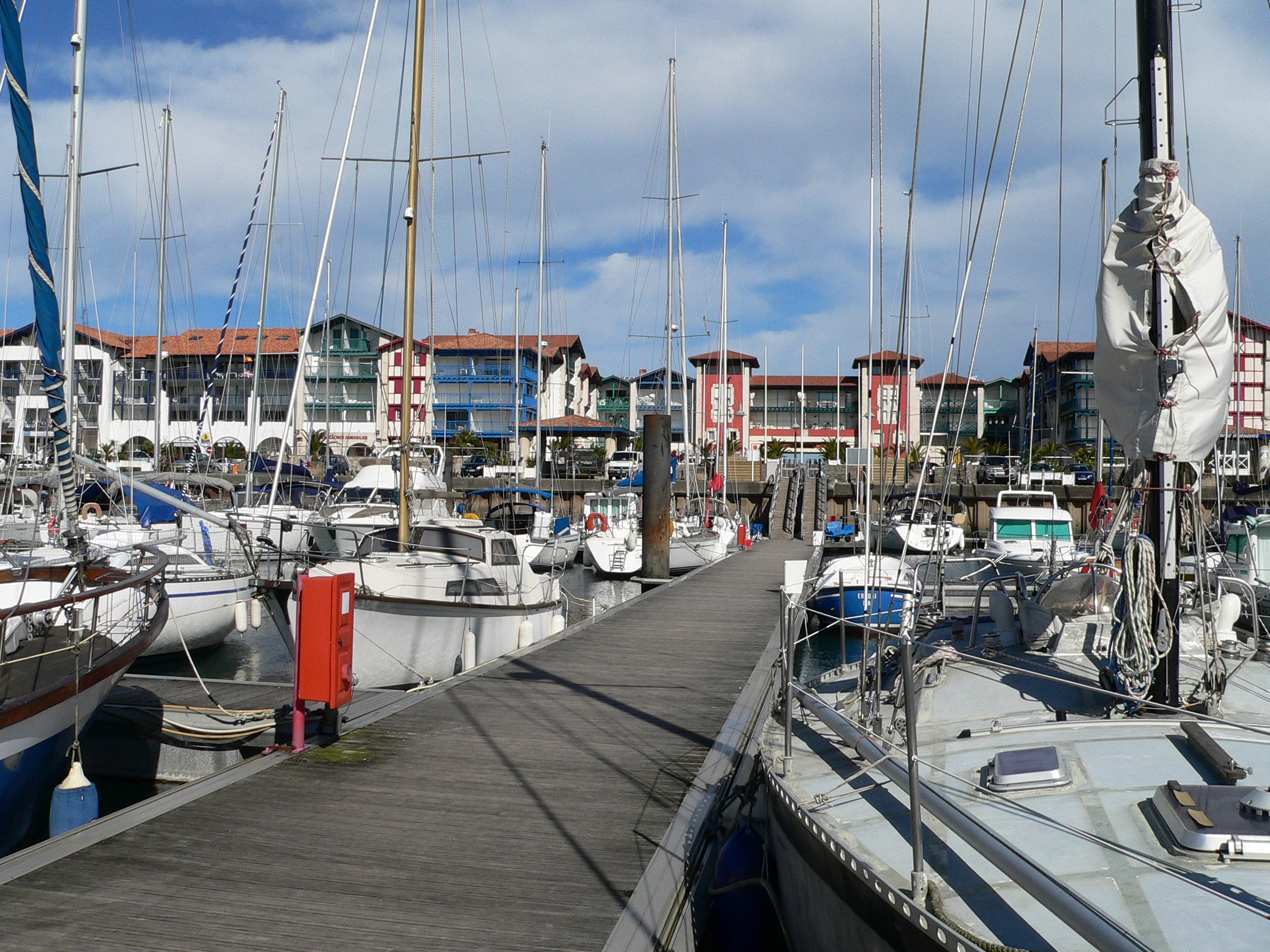
Vue sur le port d'Hendaye (Pyrénées-Atlantiques)